# Sofia Deen
Sofia Deen Yessouf (født 28. september 1997 i Fredericia, Danmark) er en kvindelig dansk håndboldspiller, der spiller for Aarhus United som venstre back. Hun har spillet i klubben siden 2022, og har 3 U/17-landskampe.I sæsonen 2021/2022 blev hun topscorer for sin daværende klub, Bourg de Peage Handball. 